# آندرئا اوکیپینتی
آندرئا اوکیپینتی (ایتالیایی: Andrea Occhipinti؛ زادهٔ ۱۲ سپتامبر ۱۹۵۷) بازیگر و تهیه‌کننده فیلم اهل ایتالیا است. او بنیان‌گذار شرکت توزیع لاکی رد است که در رم مستقر است.
از فیلم‌ها یا سریال‌های تلویزیونی که وی در آن نقش داشته‌است، می‌توان به یک هفته کنار دریا، خانه‌ای با راه پله تاریک، عشق پردردسر، جواهرفروشی، روبان سفید، دریای درون، ملکه‌ها، کنترل، خانواده، قطعات نمایشی کوتاه، میراندا، محاکمه و اسب‌ها اشاره کرد.